# Koike Juriko
Koike Juriko (japánul: 小池 百合子, nyugaton: Yuriko Koike) (1952. július 15. –) japán politikusnő, többszörös miniszter. Egyedülálló, gyermeke nincs.

## Tanulmányai és korai pályafutása
1952. július 15-én született Kóbe egy elővárosában, szociológusdiplomát szerzett Kairóban 1976-ban, így nemcsak angolul, de arabul is kiválóan beszél. Apja olajnagykereskedő volt, aki értelemszerűen jó közel-keleti kapcsolatokat is ápolt.
Tanulmányai időrendben:
- 1971 szociológia, Kwansei Gakuin University, Japán
- 1976 BA (szociológia), Cairo University (amerikai egyetem), Egyiptom

Hazatérve tolmácsként, majd tévériporterként dolgozott (interjúalanya volt többek között Kadhafi és Jasszer Arafat is).
Arab nyelvkönyvek írója, 1990-től a japán-arab szövetség főtitkára.

## Politikai karrier
1992-ben a liberális Japán Új Párt szenátora, majd országgyűlési képviselője lett, itt különböző funkciókat töltött be, így 1997-ben a tudományos és technológiai bizottság tagja, 1998-ban a pénzügyi bizottság elnöke volt, 2002-től Koizumi Dzsunicsiró miniszterelnök belső köréhez tartozott, ezúttal már a Liberális Demokrata Pártban, 2003-tól környezetvédelmi miniszter, ezt követően Abe Sinzó kormányában (54 napig) Japán első női védelmi minisztere. 2008 szeptemberében jelölt volt a párt elnöki tisztségére, de a választást Aszó Taró nyerte.
2016-ban – mivel pártja nem őt támogatta – függetlenként indult Tokió prefektúra kormányzói posztjáért, melyet nagy fölénnyel meg is nyert.